# Napoleon Lambelet
Napoleon Lambelet (griechisch Ναπολέων Λαμπελέτ; * 1864 in Korfu; † 25. September 1932 in London) war ein griechisch-britischer Komponist.
Lambelet stammte aus einer Musikerfamilie Schweizer Ursprungs. Der in Genf geborene Großvater Evtychios Lambelet hatte sich nach einer Karriere in Italien als Pianist nach Konzerten als Klavierbegleiter Maria Malibrans in Korfu niedergelassen. Sein Vater Edouardos Lambelet (1820–1903) war Komponist und Schüler von Nikolaos Mantzaros, der jüngere Bruder Georgios (1875–1945) war ein früher Vertreter der griechischen Nationalen Schule  und ein bedeutender Musikschriftsteller, die übrigen Geschwister waren allesamt teils bedeutende Musiker.

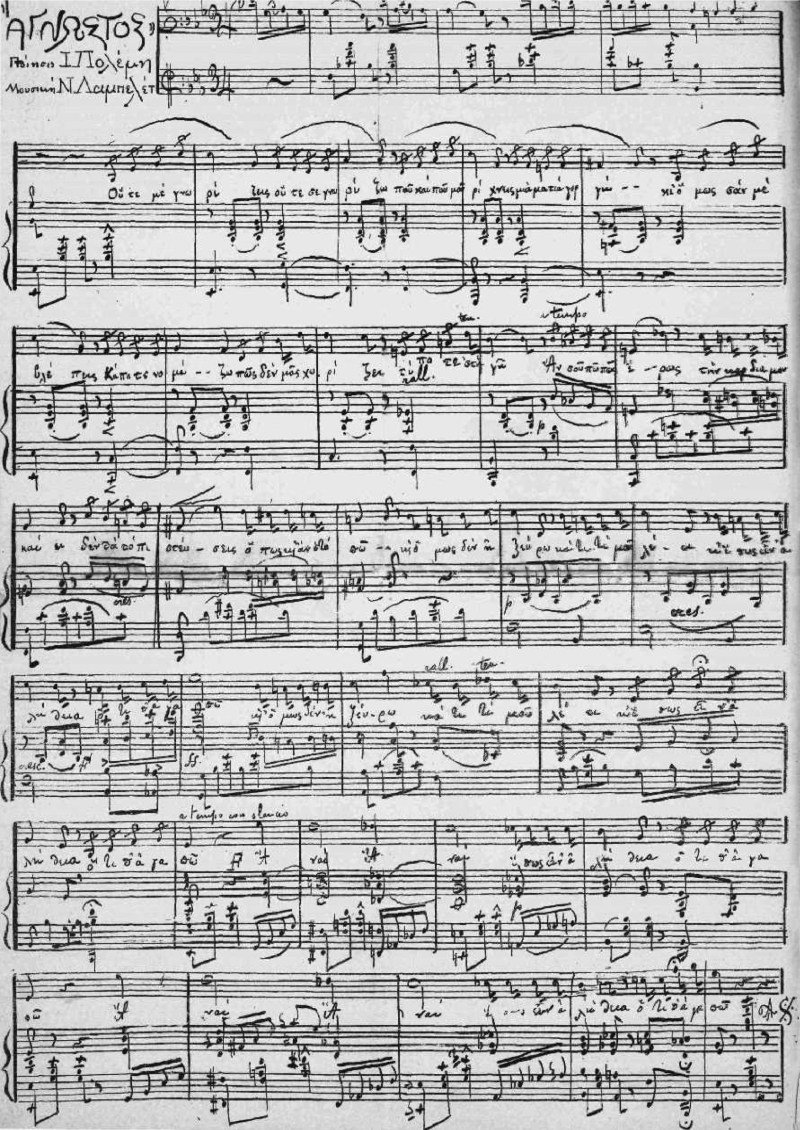
Agnostos (Άγνωστος, 1888)

Den ersten Klavierunterricht erhielt er von seiner Mutter, der Vater brachte ihm Musiktheorie und Harmonielehre bei. Mit einem Stipendium seiner Heimatgemeinde begab er sich 1878 zum Kompositionsstudium ans Konservatorium San Pietro a Majella in Neapel, wo er Freundschaft mit Dionysios Lavrangas schloss. Nach seiner Rückkehr aus Italien 1885 siedelte er sich in Athen an und wurde für zwei Jahre Gesangsprofessor am Athener Konservatorium. Probleme mit der Leitung zwangen ihn 1887 zum Rücktritt. (Anlass war ein Konzert des Chors des Konservatoriums, bei dem ihm die erforderliche Klavierbegleitung des Chores verboten worden war, damit er der anwesenden königlichen Familie nicht den Rücken zuwende.) So gründete er eine Musikschule (Mousikí Scholí Μουσική Σχολή), wo Gesangs-, Klavier- und Instrumentalunterricht erteilt wurde. Die Schüler bildeten außerdem einen 25-köpfigen Chor und eine Musiktheatergruppe, in der der später berühmte Tenor Ioannis Apostolou (1860–1905) sang. Neben der Lehrtätigkeit an weiteren Schulen leitete er verschiedene Musikensembles in Athen und Piräus, komponierte zahlreiche, teils sehr populäre Lieder und leitete als Dirigent die Athener Erstaufführung der ersten griechischsprachigen Oper, O ypopsifios (Ο υποψήφιος, „Der Kandidat“) von Spyridon Xyndas. Zwischen 1888 und 1892 komponierte er die Musik zu einigen Komidyllia.
1893 zog Lambelet auf Einladung der dortigen griechischen Gemeinde nach Alexandria, wo er die Averófia Mousikí Akadimía (Αβερώφεια Μουσική Ακαδημία) leitete, mit der er über ein 60 Instrumente umfassendes Orchester verfügte, dem er 1894–96 vorstand. Unter den Werken aus seiner ägyptischen Zeit sind eine „Sudanesische Serenade“ (Σουδανέζικη σερενάτα) für Orchester und eine „Kriegshymne“ (Θούριον) für eine ägyptische Ausstellung. 1894 führte er in Alexandria die Oper Markos Botsaris von Pavlos Carrer auf, die in ganz Ägypten sehr erfolgreich auf Tournee ging.
Ab 1895 begann Lambelet als Dirigent durch Europa zu reisen und siedelte sich schließlich in London an, wo er einer der führenden Theaterunternehmer, Opern- und Operettenkomponist des Londoner West Ends wurde. Zu den Werken dieser Zeit zählen The Yashmak, die Adaption einer armenischen Operette, die 1896 in Konstantinopel entstanden war (1897), The Transit of Venus (Musical Comedy, 1898), Pot-Pourri (Musical Comedy, 1899), Fenella (Oper, 1906) und die „Romantic Comedy Opera“ Valentine (1918), die es auf 87 Aufführungen brachte. Zu Sidney Jones’ (1861–1946) erfolgreicher Musical Comedy The Geisha (1896) steuerte er ein „Lachlied“ bei, das sich großer Bekanntheit erfreute. Auch einige separat publizierte Lieder und Salonstücke wurden in England populär, so Grammatical Grievances und The Wonderful Island. Obwohl Lambelet Staatsbürger des Vereinigten Königreichs wurde, hielt er den Kontakt nach Athen aufrecht und gastierte dort auch mit einigen seiner Bühnenwerke sowie als Klavierbegleiter seiner eigenen Lieder. Am 16. Februar 1929 wurde er in Athen mit einem Konzert anlässlich seines 50-jährigen Schaffens geehrt. Einen weiteren Teil seines kompositorischen Schaffens bildet liturgische Musik für den orthodoxen Gottesdienst in Griechenland und London.